# Азат (Татарстан)
Аза́т — деревня в Аксубаевском районе  Республики Татарстан Российской Федерации. Входит в состав  Новоаксубаевского сельского поселения.

## География
Деревня находится в 10 километрах к юго-востоку от посёлка городского типа Аксубаево.

## История
Основана в 1920-х годах.

## Население
| 1926 | 1938 | 1949 | 1958 | 1970 | 1979 | 1989 | 2000 |
| ---- | ---- | ---- | ---- | ---- | ---- | ---- | ---- |
| 54   | 190  | 183  | 122  | 185  | 185  | 122  | 141  |

## Экономика
Полеводство, мясо-молочное скотоводство.

## Социальная инфраструктура
Клуб.